# Corde à piano

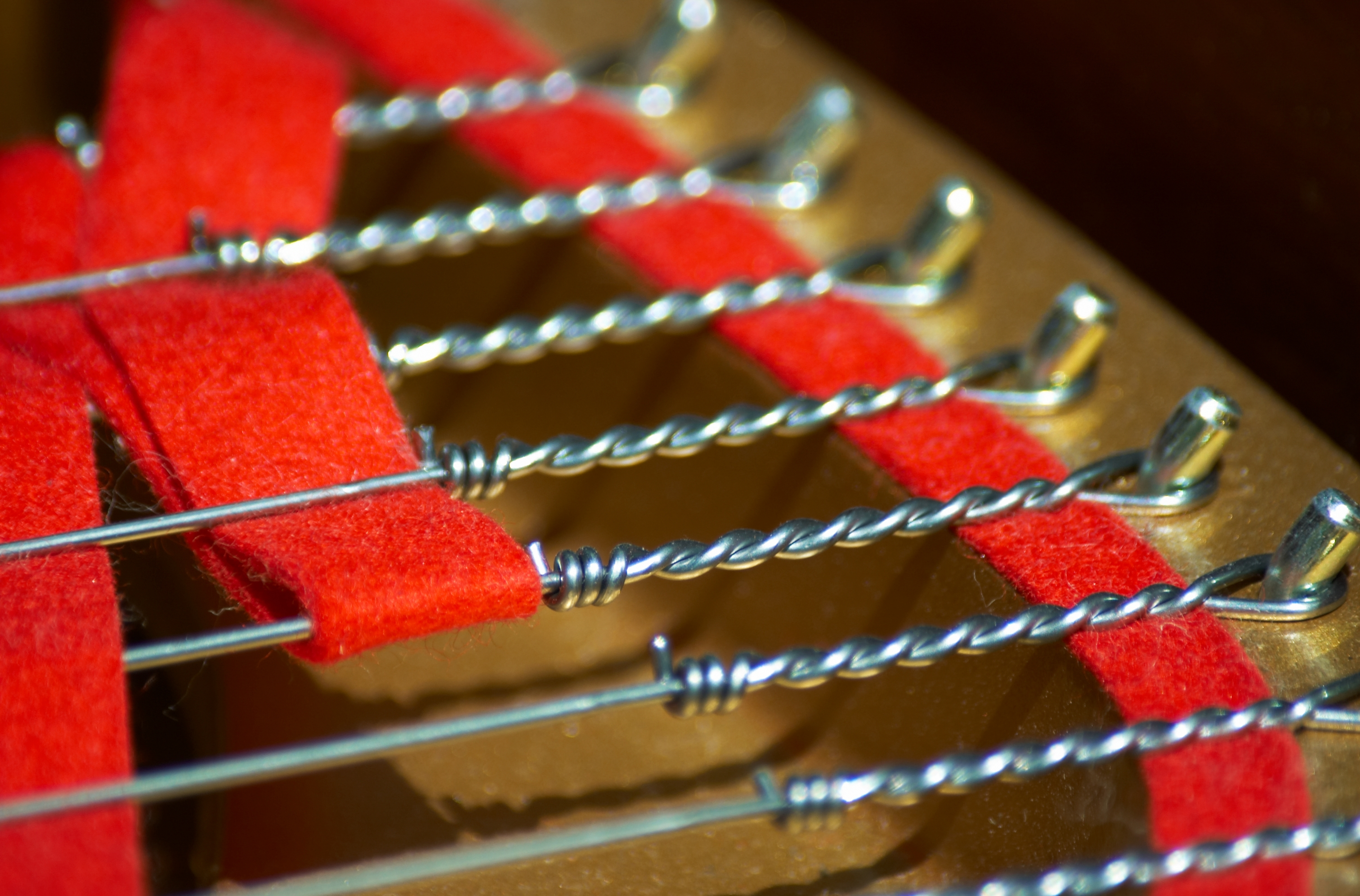
Cordes de piano.

La corde à piano est un type spécialisé de corde d'acier produite pour être utilisée dans un piano et autres instruments de musique à corde. Elle est fabriquée en acier au carbone trempé, également connu comme acier à ressort.

## Fabrication et usage
Le fil d'acier à haute teneur en carbone utilisé dans les instruments musicaux (comme le ASTM A228) est fabriqué avec des diamètres de 0,15 mm à 4,8 mm. Un nombre restreint d'entreprises produisent des cordes de grande dureté qui satisfont le marché. Les cordes sont fabriquées par la méthode de tréfilage à froid. Les cordes des instruments constituent l'usage le plus exigeant de ce matériau. Elles doivent subir des tensions importantes et des coups répétés. Elles sont doublées, étirées, torsadées pendant l'affinage, et doivent durer plusieurs années. La tolérance sur le diamètre des cordes est faible, les variations de diamètres ne peuvent excéder 7,6 μm sous peine de produire des dissonances perceptibles sur les instruments modernes.
La corde à piano moderne est faite d'un fil d'acier contenant de 0,8 % à 1 % de carbone, dont la surface polie est exempte de défauts ou d'imperfections notables susceptibles d'amorcer des ruptures de fatigue. La limite d'élasticité  est Re = 1 210 MPa pour le fil de 0,5 mm et Re = 1 125 MPa pour le fil de 13 mm. 
Les performances des cordes d'acier vendues sous les vocables de corde à piano mais pour des usages non musicaux — bricolage — peuvent être très dégradées.

## Histoire
Les cordes pour instruments de musique ont évolué à partir de l'acier forgé fabriqué à la main jusqu'aux aciers extrudés à forte teneur de carbone.
La plus ancienne mention d'une corde faite pour un instrument de musique date de 1351 à Augsbourg et était probablement destinée à un clavecin. Les cordes utilisées par les clavecins plus anciennes étaient à base de fer ou de laiton. 
Vers 1800, la construction des pianos devient de plus en plus performante et ambitieuse, et leurs cordes doivent résister à des tensions toujours plus grandes. L’innovation et la révolution industrielle permettent de répondre à ces exigences. Lorsqu'en 1834, Webster & Horsfal (Birmingham) met en vente une corde à piano faite de fonte d'acier, celle-ci est remarquée comme étant « vraiment supérieure aux cordes d'acier dont les entreprises anglaises avaient jusqu'alors le monopole ». Mais une corde encore meilleure est rapidement produite vers 1840 à Vienne par Martin Miller, et est suivie par une période d'intense concurrence entre fabricants de cordes, testant de nombreuses formules, jusqu'à arriver aux formes modernes de la corde à piano.
Ces développements techniques bénéficient également à d'autres secteurs d'activités comme les télégraphes et les fils barbelés. Les constructeurs de cordes à piano se retrouvent en avance sur les techniques de travail du métal, avec des cordes supportant des contraintes de plus en plus fortes.

## Fabricants de cordes à piano
- Mapes (États-Unis)
- NewOctave Corporation (États-Unis)
- (Allemagne)